# Bunawan
Bunawan es un municipio filipino de primera categoría, situado en la parte nordeste de la isla de Mindanao. Forma parte de  la provincia de Agusan del Sur situada en la Región Administrativa de Caraga, también denominada Región XIII. Para las elecciones está encuadrado en el Segundo Distrito Electoral.

## Geografía
Municipio situado al sureste de la provincia, en la margen derecha del río Agusan fronterizo con Surigao del Sur.
Su término linda al norte con el de San Francisco; al sur con los de Veruela, Santa Josefa y Trento; al oeste con los de Loreto y La Paz; y al oeste con la mencionada provincia, término de Bislig.

### Barangayes
El municipio  de Bunawan se divide, a los efectos administrativos, en 10 barangayes o barrios, conforme a la siguiente relación:
| Barrio (Barangay) | Población en 2007 | Población en 2010 |
| ----------------- | ----------------- | ----------------- |
| Bunawan Brook     | 4,795             | 5,063             |
| Consuelo          | 3,858             | 5,863             |
| Imelda            | 1,395             | 1,179             |
| Libertad          | 6,605             | 6,018             |
| Nueva Era         | 1,324             | 1,139             |
| Mambalili         | 2,668             | 2,355             |
| Población         | 4,108             | 4,683             |
| San Andrés        | 2,781             | 3,043             |
| San Marcos        | 1,235             | 896               |
| San Teodoro       | 6,988             | 7,243             |

## Historia
En 1614 agustinos recoletos establecieron una misión en Linao, en las proximidades de la actual Población.
El actual territorio de Agusan del Sur fue parte de la provincia de Caraga durante la mayor parte del período español.
El Distrito 3º de Surigao, llamado hasta 1858  provincia de Caraga tenía por capital el pueblo de Surigao e incluía la  Comandancia de Butuan.
En 1914, durante la ocupación estadounidense de Filipinas,  fue creada la provincia de Agusan. Bunaguán fue uno de sus municipios.
El 17 de junio de 1967 la provincia se divide en dos, pasando Bunaguán a formar parte de la de Agusan del Sur.

## Cocodrilo Lolong
Representantes del canal de televisión de National Geographic Channel confirmaron que   en el barrio de Consuelo se encuentra el mayor cocodrilo de agua salada (Crocodylus porosus) del mundo en cautiverio.
Pesa 1.075 kilogramos y alcanza una longitud de 6.17 metros.